# The Centre of the Heart (Is a Suburb to the Brain)
"The Centre of the Heart (Is a Suburb to the Brain)", skriven av Per Gessle, var den första singeln från den svenska popduon Roxettes album Room Service från 2001. Singeln släpptes endast i Europa (förutom Storbritannien) samt Australien. Det var duons tredje #1 i Sverige, där den toppade i fyra veckor. Skivbolaget EMI ville inte släppa singeln då de ville släppa 'Milk and Toast and Honey' från albumet "Room Service" från 2001 som första singel, då de ansåg att Roxette är mer berömda för balladerna. Roxette höll inte med. I slutändan släpptes ingen huvudsingel för att marknadsföra albumet. Detta sägs förklara varför albumet inte sålde så bra som förväntat.
Egentligen var den första tänkt att släppas som första singel till albumet "Have a Nice Day" från 1999 men så skedde aldrig. Roxette valde att delvis göra om den inför 2001 års release. Den ursprungliga versionen var något långsammare. Det var också den då dyraste videon av Roxette.
En remix-CD släppts för att fortsätta marknadsföra singeln, precis som remixsinglarna "Wish I Could Fly" och "Stars".
Roxette framförde den 23 februari 2001 "The Centre of the Heart (Is a Suburb to the Brain)" som pausnummer i den svenska Melodifestivalen 2001.

## Låtlista (CD-singeln)
1. The Centre of the Heart (Is a Suburb to the Brain)
2. Entering Your Heart

## Låtlista (remix-CD-singeln)
1. The Centre of the Heart (Is a Suburb to the Brain) (Original Version)
2. The Centre of the Heart (Is a Suburb to the Brain) (Stonebridge Club Mix Edit)
3. The Centre of the Heart (Is a Suburb to the Brain) (Stonebridge Club Mix)
4. The Centre of the Heart (Is a Suburb to the Brain) (Yoga Remix)
5. The Centre of the Heart (Is a Suburb to the Brain) (Stonebridge Peak Hour Dub)
6. The Centre of the Heart (Is a Suburb to the Brain) (Stonebridge More Vox Dub)

## Listplaceringar
| Lista (2001)        | Position |
| ------------------- | -------- |
| Belgien (Flandern)  | 21       |
| Belgien (Vallonien) | 17       |
| Finland             | 13       |
| Nederländerna       | 74       |
| Schweiz             | 28       |
| Sverige             | 1        |
| Österrike           | 30       |

### Fotnoter
1. ↑  ”Roxette”. Arkiverad från originalet den 16 oktober 2011. https://web.archive.org/web/20111016201530/http://roxette.se/discography.php?show=release&id=11. Läst 22 maj 2011.
2. ↑  ”Aftonbladet”. 24 februari 2001. http://www.aftonbladet.se/nojesbladet/article10198363.ab. Läst 22 maj 2011.
3. ↑  ”Listplacering”. http://www.ultratop.be/nl/showitem.asp?interpret=Roxette&titel=The+Centre+Of+The+Heart&cat=s. Läst 22 maj 2011.
4. ↑  ”Listplacering”. http://www.ultratop.be/fr/showitem.asp?interpret=Roxette&titel=The+Centre+Of+The+Heart&cat=s. Läst 22 maj 2011.
5. ↑  ”Listplacering”. http://finnishcharts.com/showitem.asp?interpret=Roxette&titel=The+Centre+Of+The+Heart&cat=s. Läst 22 maj 2011.
6. ↑  ”Listplacering”. http://dutchcharts.nl/showitem.asp?interpret=Roxette&titel=The+Centre+Of+The+Heart&cat=s. Läst 22 maj 2011.
7. ↑  ”Listplacering”. http://hitparade.ch/showitem.asp?interpret=Roxette&titel=The+Centre+Of+The+Heart&cat=s. Läst 22 maj 2011.
8. ↑  ”Listplacering”. http://swedishcharts.com/showitem.asp?interpret=Roxette&titel=The+Centre+Of+The+Heart&cat=s. Läst 22 maj 2011.
9. ↑  ”Listplacering”. http://austriancharts.at/showitem.asp?interpret=Roxette&titel=The+Centre+Of+The+Heart&cat=s. Läst 22 maj 2011.